# گمینا گرنبوو
گمینا گرنبوو (به لهستانی:  Gmina Grębów) یک گمینا در لهستان است که در شهرستان تارنوبژگ واقع شده‌است. گمینا گرنبوو ۱۸۶٫۲۸ کیلومتر مربع مساحت و ۹٬۷۰۳ نفر جمعیت دارد.